# 197
El 197 (CXCVII) fou un any comú començat en dissabte del calendari julià.

## Esdeveniments
- Batalla de Lugdúnum entre Septimi Sever i Clodi Albí autoproclamat emperador romà a Lugdúnum (actual Lió).[1]
- Publicació de les obres de farmacologia de Galè[2]
- Primera incursió dels pictes a la Britànnia romana a través del Mur d'Adrià.[3]